# Alfred (stripauteur)
Alfred is het pseudoniem van de Franse stripauteur Lionel Papagalli (Grenoble, 19 mei 1976). Alfred is een autodidact die na zijn middelbare studies de micro-uitgeverij Ciel Ether oprichtte. In 1997 kreeg hij zijn eerste kans bij uitgeverij Glénat. Hij werkte samen met verschillende scenaristen, zoals David Chauvel (de jeugdstrip Octave), Jean-Philippe Peyraud (Le désespoir du singe) of Olivier Ka (Waarom Pierre dood moest). Met Café Panique maakte Alfred een verstripping van het gelijknamige boek van Roland Topor. Je mourrai pas gibier is een andere verstripping van een boek, een roman van Guillaume Guéraud. Alfred maakte deel uit van het virtuele L'atelier Mastodonte. In het echte leven werkte hij in een atelier in Bordeaux samen met onder anderen Richard Guérineau.

## Werk
- Octave (scenario David Chauvel, Delcourt, 4 delen)
- Le désespoir du singe (scenario Jean-Philippe Peyraud, Delcourt, 3 delen)
- Café Panique (2004) (Charrette)
- Waarom Pierre dood moest (scenario Olivier Ka, Delcourt) (vertaling bij Oog & Blik / De bezige bij)
- Je mourrai pas gibier (Delcourt)
- L'atelier Mastodonte (collectief, Dupuis)
- Come Prima

## Prijzen
Waarom Pierre dood moest werd in 2007 bekroond op het Stripfestival van Angoulême met de Prix du Public en uitverkiezing als Essentiel. In 2014 ontving Come Prima de Fauve d'or, de prijs voor het beste stripverhaal op het Stripfestival van Angoulême.
- Bibsys: 14021123
- Bibliothèque nationale de France: cb125076119 (data)
- Gemeinsame Normdatei: 13410482X
- International Standard Name Identifier: 0000 0003 6859 6501
- Library of Congress Control Number: no2007007134
- Nationale Bibliotheek van Israël: 987008877425405171
- Nederlandse Thesaurus van Auteursnamen: 315315415
- Système universitaire de documentation: 034307982
- Virtual International Authority File: 3682427